# Anders Besseberg

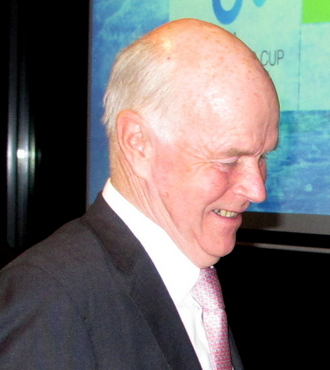
Anders Besseberg, 2015

Anders Besseberg (* 25. Februar 1946) ist ein früherer norwegischer Sportfunktionär. Er war von ihrer Gründung 1993 bis zu seinem Rücktritt infolge von Korruptionsvorwürfen 2018 Präsident der Internationalen Biathlon-Union (IBU).
Besseberg gilt als „Vater des modernen Biathlonsports“. In seiner Amtszeit entwickelte Biathlon sich von einer Randsportart zu einer der wichtigsten Fernsehsportarten in Europa mit hohen Vermarktungserlösen und medialer Präsenz.
2018 wurde bekannt, dass in Österreich und Norwegen gegen Besseberg strafrechtlich ermittelt wird. Er habe sich von russischen Funktionären bestechen lassen und dafür unter anderem Dopingvorwürfe ignoriert. Anfang 2024 wurde er in Norwegen nach einem mehrwöchigen Prozess erstinstanzlich wegen schwerer Korruption zu drei Jahren und einem Monat Haft verurteilt.

## Leben

### Anfänge im Biathlon (bis 1992)
Anders Besseberg war selbst aktiver Biathlet und gehörte dem norwegischen Nationalkader an. Er schaffte es jedoch nie zu Weltmeisterschaften oder Olympischen Spielen. An der Seite von Kåre Hovda, Kjell Hovda und Ragnar Tveiten wurde er mit der Auswahl der Region Numedal 1973 Norwegischer Staffelmeister, ein Jahr später mit der zweiten Mannschaft der Region gemeinsam mit Hilberg Steinsvik, Odd Lunde und Sigleif Johansen Dritter.
Bereits während der Karriere absolvierte Besseberg die Norwegische Sporthochschule und war dort von 1970 bis 1975 als Dozent beschäftigt. 1976 wurde er zum Trainer der norwegischen Biathlon-Nationalmannschaft ernannt. In diese Zeit fiel der Wechsel von Groß- auf Kleinkalibergewehre. 1978 in Hochfilzen wurde Odd Lirhus im Einzel erster Weltmeister mit dem neuen Waffensystem. Zusätzlich gewann Lirhus im Folgejahr Silber im Sprint, Sigleif Johansen 1977 Silber und 1979 Bronze im Einzel sowie die norwegische Staffel 1978 Silber. Bei den Olympischen Winterspielen 1980 in Lake Placid gewann Norwegen keine Medaille und Besseberg trat von seinem Amt zurück.

### IBU-Präsident (1992 bis 2018)
Sein erstes Amt als Funktionär übte Anders Besseberg ab 1980 im Technischen Komitee des Biathlonsports aus. 1988 wurde er zum Vizepräsidenten des damaligen Verbands für Modernen Fünfkampf und Biathlon UIPMB gewählt; 1992 als Nachfolger von Igor Nowikow zum Präsidenten. Im Jahr darauf entschied man, die beiden Sportarten organisatorisch zu trennen. Besseberg wurde Präsident der im Juli 1993 neu gegründeten Internationalen Biathlon-Union (IBU). Die UIPMB blieb zunächst als Dachverband bestehen, dessen Präsidentschaft Besseberg sich mit Fünfkampf-Präsident Klaus Schormann teilte, bis man sich 1998 endgültig trennte.
In Bessebergs Amtszeit als IBU-Präsident stieg Biathlon zu einer der bedeutendsten Wintersportarten auf. Unter anderem durch die Einführung neuer Disziplinen wie Verfolgung und Massenstart entwickelte sie sich vor allem in Deutschland und Russland zu einer der wichtigsten Fernsehsportarten.
Sowohl 2010 in Sankt Petersburg als auch 2014 in St. Wolfgang kündigte Besseberg zunächst an, beim IBU-Kongress nicht erneut als Präsident zu kandidieren. In beiden Fällen trat er schließlich doch an, um eine Wahl von Alexander Tichonow zu verhindern und wurde für eine fünfte bzw. sechste Amtszeit bestätigt.
Im Herbst 2016 geriet die Internationale Biathlon-Union unter Führung von Anders Besseberg international in die Kritik, nachdem sie Tjumen (Russland) die Ausrichtung der Biathlon-Weltmeisterschaften 2021 zugesprochen hatte, obwohl nach der Veröffentlichung des ersten McLaren-Reports im Sommer 2016 das Internationale Olympische Komitee (IOC) eine Empfehlung ausgesprochen hatte, keine Großveranstaltungen mehr an Russland zu vergeben. Nachdem die WADA mit Sanktionen gegen die IBU drohte und ein Großteil der Weltcup-Athleten den Vorstand aufforderte, härter gegen Russland vorzugehen, entzog der Verband auf einem außerordentlichen Kongress im Umfeld der WM 2017 Tjumen die Ausrichtung.
In der folgenden Saison kam es zu einer ähnlichen Situation, als der IBU-Vorstand mit Bessebergs Stimme entschied, trotz der Vorwürfe gegen Russland, die mit dem zweiten McLaren-Report weiter zugenommen hatten, das Finale des Weltcups 2017/18 in Tjumen durchzuführen. Diese Entscheidung löste ebenfalls massive Kritik von Athleten und Verbänden aus. Kanada, die Vereinigten Staaten, Tschechien und die Ukraine boykottierten die Rennen in Tjumen und Athletensprecher Lowell Bailey forderte „eine neue Führung in der IBU“.
Beim Weltcup in Oslo im März 2018 erklärte Besseberg, beim IBU-Kongress im Herbst nicht zur Wiederwahl als Präsident antreten zu wollen.

### Rücktritt, Ermittlungen und Gerichtsverfahren (seit 2018)
Am 10. April 2018 durchsuchte das österreichische Bundeskriminalamt bei einer Razzia die Geschäftsräume der IBU in Salzburg. Ermittelt wurde insbesondere gegen Besseberg sowie die Generalsekretärin Nicole Resch. Zeitgleich führte die norwegische Økokrim eine Durchsuchung an Bessebergs Wohnsitz durch.
Am 12. April 2018 trat Anders Besseberg offiziell von seinem Amt als Verbandspräsident zurück. Zu seinem Nachfolger wurde im September 2018 Olle Dahlin, IBU-Vorstandsmitglied sowie Präsident des Schwedischen Biathlonverbands, gewählt.
Nach den Vorfällen um Besseberg und Resch führte die IBU umfangreiche institutionelle Reformen durch, um Doping effektiver bekämpfen zu können und Korruptionsfälle zukünftig zu verhindern.
Zur Aufarbeitung der Vergangenheit setzte der IBU-Vorstand eine externe Untersuchungskommission ein. Deren Abschlussbericht im Jahr 2021 kam zu dem Schluss, dass Besseberg und Resch über Jahre russische Machenschaften gedeckt haben sollen. Die ehemalige Verbandsspitze habe bei der Vertuschung von Dopingfällen „systematisch korruptes und unethisches Verhalten“ an den Tag gelegt. Neben Geldbeträgen soll Besseberg als illegale Belohnung teure Uhren, kostenlose Jagdausflüge oder Dienste von Prostituierten erhalten haben.
Nach mehreren Jahren Ermittlungsarbeit erhob die Økorim in Norwegen Anklage gegen Besseberg wegen schwerer Korruption in elf Fällen. Besseberg plädierte in allen auf „nicht schuldig“. Im Januar und Februar 2024 kam es zu einem umfangreichen, mehrwöchigen Prozess vor dem Bezirksgericht Buskerud in Hokksund. Als Zeugen sagten neben Weggefährten Bessebergs auch viele ehemalige und aktuelle Biathlon-Funktionäre sowie Grigori Rodtschenkow aus. Am 12. April 2024 wurde Besseberg in neun der elf Anklagepunkte schuldig gesprochen. Das Gericht sah es als erwiesen an, dass er von russischen Funktionären und Politikern teure Uhrengeschenke, Jagdreisen und Dienste von Prostituierten angenommen hatte. Außerdem habe er an Jagdreisen teilgenommen, die von einem Berater der Firma Infront bezahlt worden waren, die Verträge mit der IBU hatte. Besseberg wurde zu drei Jahren und einem Monat Haft verurteilt. Er kündigte an, in Berufung zu gehen.
Das Berufungsverfahren lief im April und Mai 2025 vor dem Borgarting lagmannsrett in Oslo.

### Privates
Besseberg ist verheiratet und lebt auf einem Bauernhof in Vestfossen in der Kommune Øvre Eiker.